# Tour de l'Europe (album)
Pour les articles homonymes, voir Tour de l'Europe.
Albums de Mireille Mathieu
In Liebe Mireille
(1986) Unter dem Himmel von Paris
(1993)
Tour de l'Europe est un album de Mireille Mathieu enregistré en 4 langues (français, allemand, italien, anglais). Il est sorti en Allemagne en 1987 en format CD et 33 tours.

## Chansons de l'album
1. Kinder dieser Welt (W. Petri/R. Hömig/Ralf Gusovius/P. Fischer)
2. Vola, Vola (V. Pallavicini/W. Molco/Gino Mescoli)
3. Ma délivrance(Eddy Marnay/Steven Tracey)
4. Für Liebe ist es nie zu spät (Bernd Meinunger/Christian Bruhn)
5. Donna senza età (A. Cogliati/P. Cassano)
6. I love you like a fool (David A. Steward/Annie Lennox)
7. Nie war mein Herz dabei (ohne dich) (Bernd Meinunger/Christian Bruhn)
8. Un fuoco (A. Lo Vecchio/Gino Mescoli)
9. L'amour (Jean-Loup Dabadie/Pierre Delanoë/Jean-Pierre Bourtayre)
10. So wie du bist (Bernd Meinunger/Christian Bruhn)
11. Everything that touch you (Michael Kamen)
12. Rêve ton rêve (Eddy Marnay/Jean Claudric)